# Purenleon iniquus
Purenleon iniquus är en insektsart som först beskrevs av Longinos Navás 1914. 
Purenleon iniquus ingår i släktet Purenleon och familjen myrlejonsländor. Inga underarter finns listade i Catalogue of Life.